# Imphy
Imphy – miejscowość i gmina we Francji, w regionie Burgundia-Franche-Comté, w departamencie Nièvre.
Według danych na rok 1990 gminę zamieszkiwało 4478 osób, a gęstość zaludnienia wynosiła 269 osób/km² (wśród 2044 gmin Burgundii Imphy plasuje się na 52. miejscu pod względem liczby ludności, natomiast pod względem powierzchni na miejscu 567.).